# Honda Shinnosuke
Shinnosuke Honda (sinh ngày 23 tháng 6 năm 1990) là một cầu thủ bóng đá người Nhật Bản.

## Sự nghiệp câu lạc bộ
Shinnosuke Honda đã từng chơi cho Júbilo Iwata.